# Hypolycaena
Hypolycaena är ett släkte av fjärilar. Hypolycaena ingår i familjen juvelvingar.

## Bildgalleri

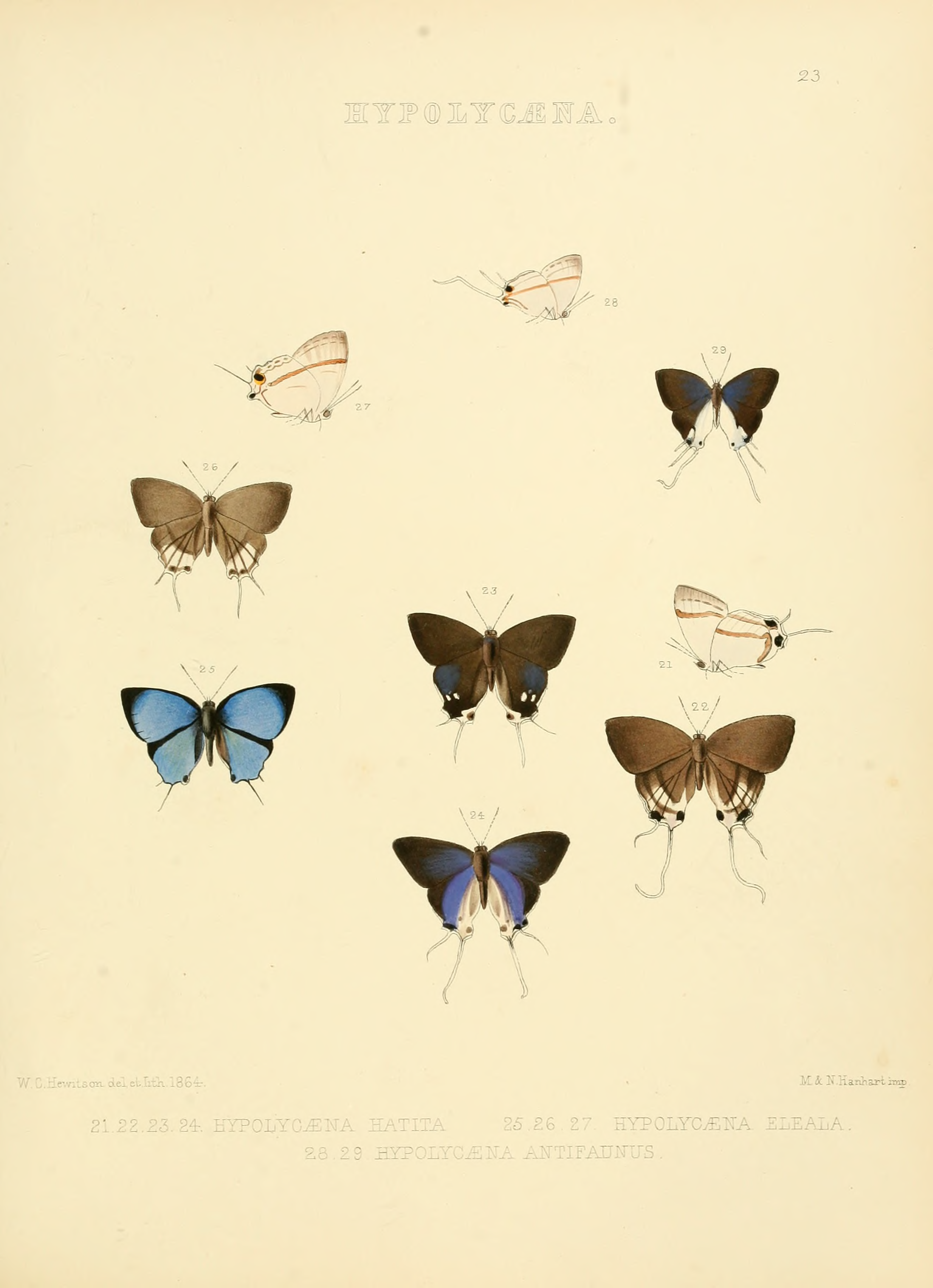

## Dottertaxa tillHypolycaena, i alfabetisk ordning[1]
- Hypolycaena aimnestus
- Hypolycaena alcestis
- Hypolycaena amabilis
- Hypolycaena amanica
- Hypolycaena anara
- Hypolycaena andamana
- Hypolycaena anomala
- Hypolycaena antifaunus
- Hypolycaena athara
- Hypolycaena aureolineata
- Hypolycaena bella
- Hypolycaena bitjeana
- Hypolycaena burmana
- Hypolycaena buxtoni
- Hypolycaena camotana
- Hypolycaena capella
- Hypolycaena cloella
- Hypolycaena cobaltina
- Hypolycaena coerula
- Hypolycaena condamini
- Hypolycaena danisoides
- Hypolycaena dictaea
- Hypolycaena dictaeella
- Hypolycaena divisa
- Hypolycaena dolores
- Hypolycaena dubia
- Hypolycaena erasmus
- Hypolycaena erna
- Hypolycaena erylus
- Hypolycaena etias
- Hypolycaena extensa
- Hypolycaena festata
- Hypolycaena figulus
- Hypolycaena frommi
- Hypolycaena gamatius
- Hypolycaena georgius
- Hypolycaena giscon
- Hypolycaena hatita
- Hypolycaena himavantus
- Hypolycaena histiaa
- Hypolycaena infumata
- Hypolycaena ingura
- Hypolycaena intermedius
- Hypolycaena ithna
- Hypolycaena jacksoni
- Hypolycaena japhusa
- Hypolycaena kadiskos
- Hypolycaena kalawara
- Hypolycaena latefasciata
- Hypolycaena latimacula
- Hypolycaena latostrigatus
- Hypolycaena lebona
- Hypolycaena lewara
- Hypolycaena liara
- Hypolycaena lisba
- Hypolycaena lochmophila
- Hypolycaena mabillei
- Hypolycaena maeander
- Hypolycaena margites
- Hypolycaena marya
- Hypolycaena merguia
- Hypolycaena mindoranus
- Hypolycaena minor
- Hypolycaena moutoni
- Hypolycaena moyambina
- Hypolycaena naara
- Hypolycaena nicobarica
- Hypolycaena nigra
- Hypolycaena noctula
- Hypolycaena numa
- Hypolycaena obscura
- Hypolycaena ogadenensis
- Hypolycaena orejus
- Hypolycaena orsiphantus
- Hypolycaena pachalica
- Hypolycaena palpatoris
- Hypolycaena periphorbas
- Hypolycaena phemis
- Hypolycaena philippina
- Hypolycaena philippus
- Hypolycaena phorbanta
- Hypolycaena phorbas
- Hypolycaena pictor
- Hypolycaena pigres
- Hypolycaena plana
- Hypolycaena pseudophorbas
- Hypolycaena puella
- Hypolycaena pupienus
- Hypolycaena ramonza
- Hypolycaena rava
- Hypolycaena renidens
- Hypolycaena rhodanus
- Hypolycaena rogersi
- Hypolycaena schubotzi
- Hypolycaena seamani
- Hypolycaena sebasta
- Hypolycaena silo
- Hypolycaena similis
- Hypolycaena simplex
- Hypolycaena sipylus
- Hypolycaena skapane
- Hypolycaena sobanas
- Hypolycaena splendens
- Hypolycaena splendidus
- Hypolycaena spurcus
- Hypolycaena sudanica
- Hypolycaena symmacha
- Hypolycaena syphax
- Hypolycaena teatus
- Hypolycaena tenuivittata
- Hypolycaena tharrytas
- Hypolycaena thecloides
- Hypolycaena thyrius
- Hypolycaena tmolus
- Hypolycaena ugandae
- Hypolycaena umbrosa
- Hypolycaena waltleri
- Hypolycaena vardara
- Hypolycaena wardi
- Hypolycaena varnieri
- Hypolycaena vittigera
- Hypolycaena zela